# 全身管理
全身管理（ぜんしんかんり、英: General Care）とは、呼吸・循環・代謝といった必須の生理活動、別の表現としては恒常性を、治療中に損うことのないよう管理することをいう。手術中の全身管理（術中管理）は主に麻酔科医が担い、周術期全身管理は、麻酔科医を中心として各科が協同して行う。手術による合併症を避けるために不可欠であり、手術侵襲から患者を保護する。